# Шишменьга
Шишменьга (Шишменга) — река в России, протекает по Никольскому району Вологодской области. Правый приток реки Большая Шишменьга (ранее считалась правым притоком реки Кема).
Устье реки находится в 8 км по правому берегу реки Большая Шишменьга вблизи населённого пункта Красавино. Длина реки составляет около 6 км.

## Данные водного реестра
По данным государственного водного реестра России относится к Верхневолжскому бассейновому округу, водохозяйственный участок реки — Унжа от истока и до устья, речной подбассейн реки — Бассей притоков Волги ниже Рыбинского водохранилища до впадения Оки. Речной бассейн реки — (Верхняя) Волга до Куйбышевского водохранилища (без бассейна Оки).
Код объекта в государственном водном реестре — 08010300312110000014429.